# Andrius Pojavis
Andrius Pojavis (Jurbarkas, República Socialista Soviética da Lituânia, União Soviética; 25 de novembro de 1983) é um cantor e compositor lituano. A 20 de dezembro de 2012, foi selecionado para representar a Lituânia no Festival Eurovisão da Canção de 2013, que se realizou em Malmo, na Suécia, a 18 de maio de 2013.

## Biografia
Andrius Pojavis começou a cantar ainda jovem e, durante o ensino secundário, tocou numa banda chamada «No Hero». Depois de terminar o ensino secundário, Andrius mudou-se para Vilnius, onde se licenciou em História na Universidade de Ciências da Educação da Lituânia e tocou em várias bandas, incluindo a «Hetero», que ganhou o concurso «EuroRock» em 2006. Mais tarde, mudou-se para a Irlanda, onde viveu durante um ano, e começou a escrever material a solo. Em 2012, Andrius começou a gravar o seu álbum de estreia no estúdio Massive Arts, em Milão, Itália. O primeiro single, «Traukiniai», foi lançado no final desse ano, ficando entre os vinte primeiros da tabela de singles da Lituânia, e o seu videoclip foi transmitido na televisão nacional. Após este sucesso, o cantor lançou o seu álbum de estreia intitulado «Aštuoni», que foi aclamado pela crítica e pelo público na Lituânia.

## Festival Eurovisão da Canção
Andrius representou a Lituânia no Festival Eurovisão da Canção 2013 com a canção «Something». Obteve 53 pontos na primeira semifinal, realizada a 14 de maio de 2013, e ficou em nono lugar. Na final, ficou em vigésimo segundo lugar com 17 pontos. Durante uma conferência de imprensa realizada após a primeira semifinal, Pojavis declarou que gostaria de ficar em oitavo lugar, uma referência ao seu álbum, intitulado Astuoni.
A 19 de dezembro de 2023, foi anunciado entre os artistas concorrentes da Eurovizija.LT, a final nacional lituana do Festival Eurovisão da Canção de 2024, com a música “«Sing Me a Hug»”. Ficou em último lugar na segunda semifinal, a 20 de janeiro de 2024, não se qualificando para a final.

## Vida pessoal
Andrius Pojavis vive atualmente em Valência, Espanha, com a mulher e as duas filhas.